# Wollastonova prizma
Wollastonova prizma je optična prizma, ki spada med polarizacijske prizme. Uporablja se v optičnih napravah kot polarizator. S pomočjo Wollastonove prizme dobimo dva žarka linearno polarizirane svetlobe. 
Imenuje se po  angleškem kemiku Williamu Hydeu Wollastonu (1766 – 1828). 

## Zgradba in delovanje
Wollastonova prizma je narejena iz minerala kalcita, ki ima dvolomne lastnosti. Sestavljata jo dva dela, ki sta zlepljena s kanadskim balzamom tako, da sta optični osi pravokotni. Na nasprotni strani prizme izhajata dve žarka (redni in izredni), ki sta linearno polarizirana (njuni ravnini polarizacije sta pravokotni). 

## Druge oblike
Kot posebno obliko Wollastonove prizme imamo nekaj izvedenk:
- Nomarskijeva prizma
- Sénarmontova prizma
- Rochonova prizma